# 托马斯·亨德里克·伊尔韦斯
托马斯·亨德里克·伊尔韦斯（發音：[ˈtoːmɑs ˈhendrik ˈilves]；1953年12月26日—）是爱沙尼亚第四任总统。他以前曾是外交官和记者。在九十年代领导社会民主党，曾当选欧洲议会成员。2006年9月23日当选总统，任期从2006年10月9日开始。

## 童年和教育
伊尔韦斯出生于瑞典首都斯德哥尔摩，父母是爱沙尼亚难民。他在美国紐澤西州长大，毕业于Leonia高中， 1976年从哥伦比亚大学获得心理学学士学位和硕士学位，1978年从宾夕法尼亚大学获得心理学学士学位。除了他的母语爱沙尼亚语，他还会说流利的英语、德语和西班牙语。

## 生平
在20世纪80年代，伊尔韦斯作为记者为自由欧洲电台工作，并在1991年爱沙尼亚独立前积极参与政治。1993年他曾担任爱沙尼亚驻美国大使。后来几年他还担任过爱沙尼亚驻加拿大和墨西哥的大使。
1996年12月，伊尔韦斯成为爱沙尼亚外交部长，1998年9月辞职。很快他就当选为温和党主席。1999年3月的议会选举后，他再次担任外交部长。他支持爱沙尼亚加入欧盟，并成功启动于2004年5月1日进行的关于爱沙尼亚加入欧盟的谈判。2001年到2002年，他担任温和党的领导人。2002年10月因在地方选举中只获得4.4％的总票数而引咎辞去党主席职务，改任副主席。在2004年年初，温和党改名爱沙尼亚社会民主党。
2003年，伊尔韦斯成为欧洲议会的观察员，并于2004年5月1日，成为正式成员。在2004年欧洲议会选举中，伊尔韦斯领导的爱沙尼亚社会民主党获得压倒性胜利当选欧洲议会成员。他位于议会中的欧洲社会党组。当伊尔韦斯2011年当选为爱沙尼亚总统 后，卡特琳·萨克斯接替了他的欧洲议会成员席位。

## 总统选举
2006年3月23日，伊尔韦斯被提名为总统大选的候选人。在9月23日中午举行的第二阶段爱沙尼亚总统选举中他击败当时的总统阿诺尔德·吕特尔，成为爱沙尼亚新一届总统，五年任期于2006年10月9日开始。2011年8月29日，他再次当选连任。

## 个人生活
伊尔韦斯结过两次婚。与第一任妻子美国心理学家Merry Bullock博士有两个孩子：儿子Luukas（生于1987年），2009年从斯坦福大学毕业；女儿Juulia（生于1992年）。伊尔韦斯在2004年与Evelin Lambot结婚，与她有一个女儿，Kadri Keiu（生于2003年）。

## 荣誉

### 爱沙尼亚勋章奖章
- 三等国徽勋章（英语：Order of the National Coat of Arms）（2004年2月5日批准，2004年2月23日颁发[6]）
- 圣母玛利亚之地十字勋章颈饰（英语：Order of the Cross of Terra Mariana）（2006年10月3日批准，2006年10月9日颁发[7]）
- 国徽勋章颈饰（英语：Order of the National Coat of Arms）（2007年12月19日批准，2008年2月22日颁发[8]）

### 外国勋章奖章
- 二等三星勋章（拉脱维亚，2004年10月16日批准，2004年11月17日颁发[9]）
- 芬兰白玫瑰大十字勋章附颈饰（芬兰，2007年[10]）
- 一等三星勋章附颈饰（拉脱维亚，2009年3月30日批准，2009年4月7日于塔林颁发[9])
- 白隼大十字勋章（英语：Order of the Falcon）（冰岛，2010年6月10日[11]）：对冰岛进行正式访问。
- 圣奥拉夫大十字勋章（英语：Order of St. Olav）（挪威，2014年9月2日颁发[12]）